# Kai Siegbahn
Kai Manne Börje Siegbahn (født 20. april 1918 i Lund, død 20. juli 2007) var en svensk fysiker og modtager af Nobelprisen i fysik i 1981.
Siegbahn blev født i Stockholm og var søn af Manne Siegbahn, der selv modtog Nobelprisen i fysik, hvilket skete i 1924. Kai Siegbahn fulgte i sin fars fodspor og opnåede et doktorat fra Stockholms Universitet i 1944. Senere blev han professor ved Kungliga Tekniska Högskolan efterfulgt af Uppsala Universitet, hvor han overtog sin det professorat, hans far tidligere havde haft.
Kai Siegbahn forskede blandt andet i spektroskopi, og han udviklede metoden til elektronspektroskopi til kemiske analyser, som også kendes som röntgen-fotoelektron spektroskopi. Dette arbejde var baggrunden for tildelingen af Nobelprisen, som han delte med Arthur Schawlow og Nicolaas Bloembergen.